# Комп'ютерна тривимірна графіка

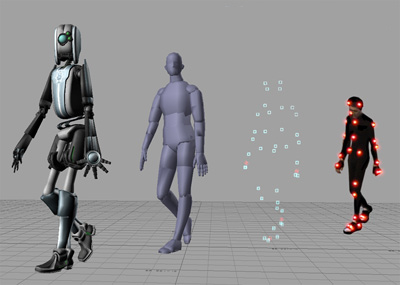
Тривимірна (3D) комп'ютерна графіка

Тривимірна комп'ютерна графіка (іноді — комп'ютерна 3D-графіка) — це графіка, яка використовує тривимірне представлення геометричних даних (часто декартових), які зберігаються в комп'ютері з метою виконання обчислень і візуалізації цифрових зображень, зазвичай двовимірного зображення, але іноді тривимірного. Отримані зображення можна зберегти для подальшого перегляду (наприклад, анімація) або відобразити в реальному часі.
Комп'ютерна тривимірна графіка, всупереч тому, що випливає з назви, найчастіше відображається на двовимірних дисплеях. Але, на відміну анагліфічних зображень, зворотний бік об'єктів тривимірної графіки існує як цифрові дані.
Комп'ютерна тривимірна графіка базується на багатьох тих самих алгоритмах, що й комп'ютерна двовимірна векторна графіка в каркасній моделі та комп'ютерна двовимірна растрова графіка в кінцевому рендеринговому дисплеї. У програмному забезпеченні комп'ютерної графіки програми двовимірної графіки можуть використовувати методи тривимірної графіки для досягнення таких ефектів, як освітлення, і аналогічно тривимірна може використовувати деякі методи двовимірного рендерингу.
Об'єкти в комп'ютерній тривимірній графіці часто називають тривимірними моделями. На відміну від відтвореного зображення, ці моделі містяться у файлі графічних даних. Тривимірна модель – це математичне зображення будь-якого тривимірного об’єкта; технічно модель не є графікою, доки її не відобразять. Модель можна відобразити візуально як двовимірне зображення за допомогою процесу, що називається тривимірний рендеринг, або її можна використовувати в неграфічному чисельному моделюванні та обчисленнях. За допомогою тривимірного друку моделі перетворюються на фактичне фізичне представлення самих себе з деякими обмеженнями щодо того, наскільки точно фізична модель може збігатися з віртуальною.

## Історія
У 1961 році Вільям Феттер ввів термін комп'ютерна графіка для опису своєї роботи в Boeing. Ранній приклад інтерактивної тривимірної комп'ютерної графіки був досліджений у 1963 році за допомогою програми Sketchpad в лабораторії Лінкольна Массачусетського технологічного інституту. Одним із перших показів комп'ютерної анімації був Futureworld (1976), який включав анімацію людського обличчя та руки, яка спочатку з'явилася в експериментальному короткометражному фільмі 1971 року A Computer Animated Hand, створеному студентами Університету Юти Едвіном Кетмуллом і Фредом Парком.
Програмне забезпечення тривимірної комп'ютерної графіки почало з'являтися для домашніх комп'ютерів наприкінці 1970-х років. Найпершим відомим прикладом є 3D Art Graphics, набір тривимірних ефектів комп'ютерної графіки, написаний Казумасою Мітазавою та випущений у червні 1978 року для Apple II.

## Огляд
Процес виробництва тривимірної комп'ютерної графіки складається з трьох основних етапів:
1. Тривимірне моделювання — процес формування комп'ютерної моделі форми об'єкта
2. Макет і CGI-анімація — розміщення та переміщення об'єктів (моделей, світильників тощо) у межах сцени
3. Тривимірний рендеринг — комп'ютерні обчислення, які на основі розміщення світла, типів поверхні та інших якостей генерують (растеризують сцену) зображення

### Моделювання
Модель описує процес формування форми об'єкта. Двома найпоширенішими джерелами тривимірних моделей є ті, які створює художник або інженер на комп'ютері за допомогою якогось інструмента тривимірного моделювання, а також моделі, скановані в комп'ютер із об'єктів реального світу (полігональне моделювання, моделювання патчів і моделювання NURBS деякі популярні інструменти, що використовуються в тривимірному моделюванні). Моделі також можна створювати процедурно або за допомогою фізичного моделювання. В основному тривимірна модель формується з точок, які називаються вершинами, які визначають форму та утворюють багатокутники. Багатокутник — це площа, утворена принаймні з трьох вершин (трикутник). Багатокутник з n точок є n-кутником. Загальна цілісність моделі та її придатність для використання в анімації залежить від структури багатокутників.

### Макет і анімація
Перед рендерингом у зображення об'єкти мають бути розміщені у тривимірній сцені. Це визначає просторові відносини між об'єктами, включаючи розташування та розмір. Анімація стосується тимчасового опису об'єкта (тобто того, як він рухається та деформується з часом. Популярні методи включають ключові кадри, зворотну кінематику та захоплення руху). Ці прийоми часто використовуються в комплексі. Як і в анімації, фізичне моделювання також визначає рух.

### Матеріали і текстури
Матеріали та текстури — це властивості, які механізм візуалізації використовує для рендерингу моделі. Можна надати моделі матеріали, щоб вказати механізму візуалізації, як поводитися зі світлом, коли воно потрапляє на поверхню. Текстури використовуються, щоб надати матеріалу колір за допомогою карти кольорів або альбедо, або надати поверхні особливостей за допомогою рельєфного текстурування або карти нормалей. Його також можна використовувати для деформації самої моделі за допомогою карти зміщення.

### Рендеринг
Рендеринг перетворює модель на зображення або шляхом імітації транспорту світла для отримання фотореалістичних зображень, або шляхом застосування художнього стилю, як у нефотореалістичній візуалізації. Двома основними операціями в реалістичній візуалізації є транспорт (скільки світла потрапляє з одного місця в інше) і розсіювання (як поверхні взаємодіють зі світлом). Цей крок зазвичай виконується за допомогою програмного забезпечення тривимірної комп'ютерної графіки або API тривимірної графіки. Зміна сцени у форму, придатну для візуалізації, також включає тривимірну проекцію, яка відображає тривимірне зображення у двох вимірах. Хоча програмне забезпечення для тривимірного моделювання та САПР також може виконувати тривимірну візуалізацію (наприклад, Autodesk 3ds MAX або Blender), також існує окреме програмне забезпечення для тривимірної візуалізації (наприклад, OTOY's Octane Rendering Engine, Maxon's Redshift)

### Візуалізація
Візуалізація перетворює модель на зображення або шляхом імітації поширення світла для отримання фотореалістичних зображень, або шляхом застосування художнього стилю у нефотореалістичній візуалізації. Двома основними операціями в реалістичній візуалізації є освітлення (скільки світла потрапляє з одного місця в інше) і розсіювання (як поверхні взаємодіють зі світлом). Цей крок зазвичай виконується за допомогою програмного забезпечення тривимірної комп'ютерної графіки або API тривимірної графіки. Зміна сцени у форму, придатну для візуалізації, також включає тривимірну проєкцію, яка відображає тривимірне зображення у двох вимірах. Хоча програмне забезпечення для тривимірне моделювання та САПР також може виконувати тривимірну візуалізацію (наприклад, Autodesk 3ds Max або Blender), також існує ексклюзивне програмне забезпечення для тривимірної візуалізації (наприклад, OTOY Octane Rendering Engine, Maxon Redshift)

Приклади тривимірного рендерингу
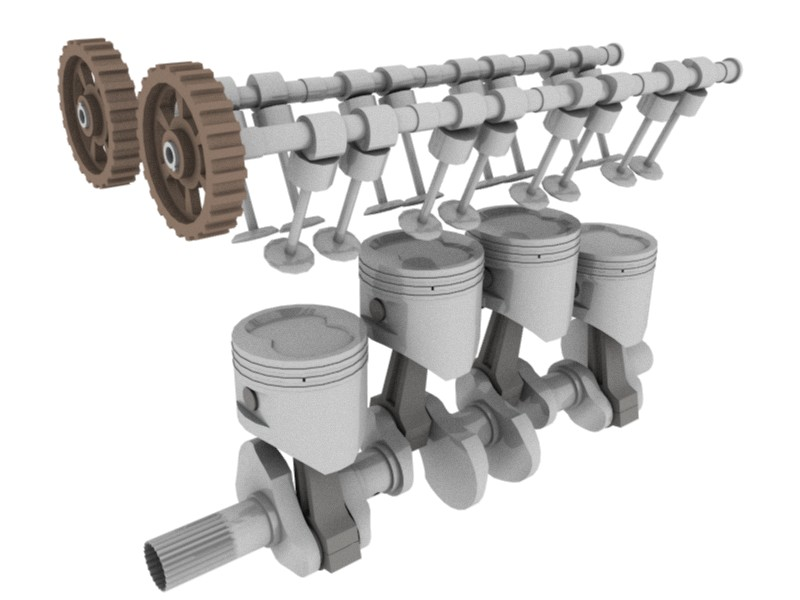
Тривимірний рендеринг із трасуванням променів і «ambient occlusion» із використанням Blender і YafaRay
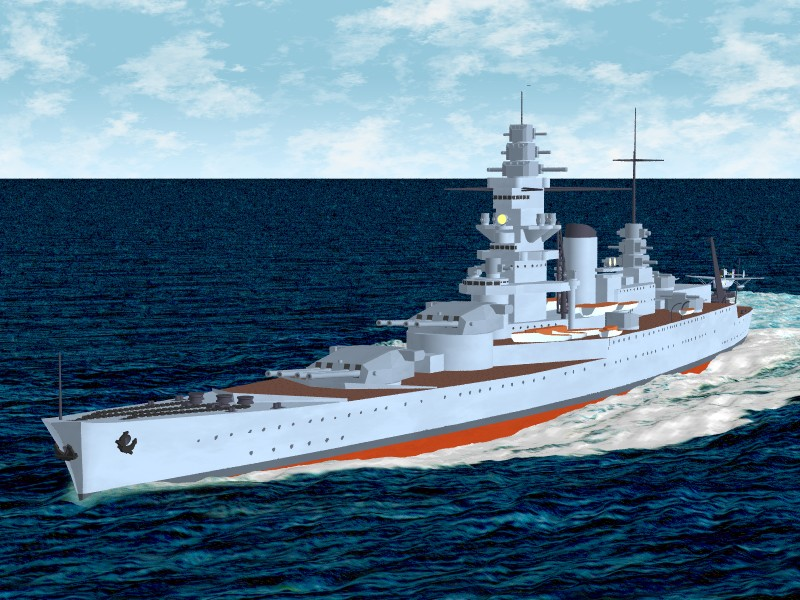
Тривимірна модель лінкора типу «Дюнкерк» візуалізована за допомогою плоского затінення
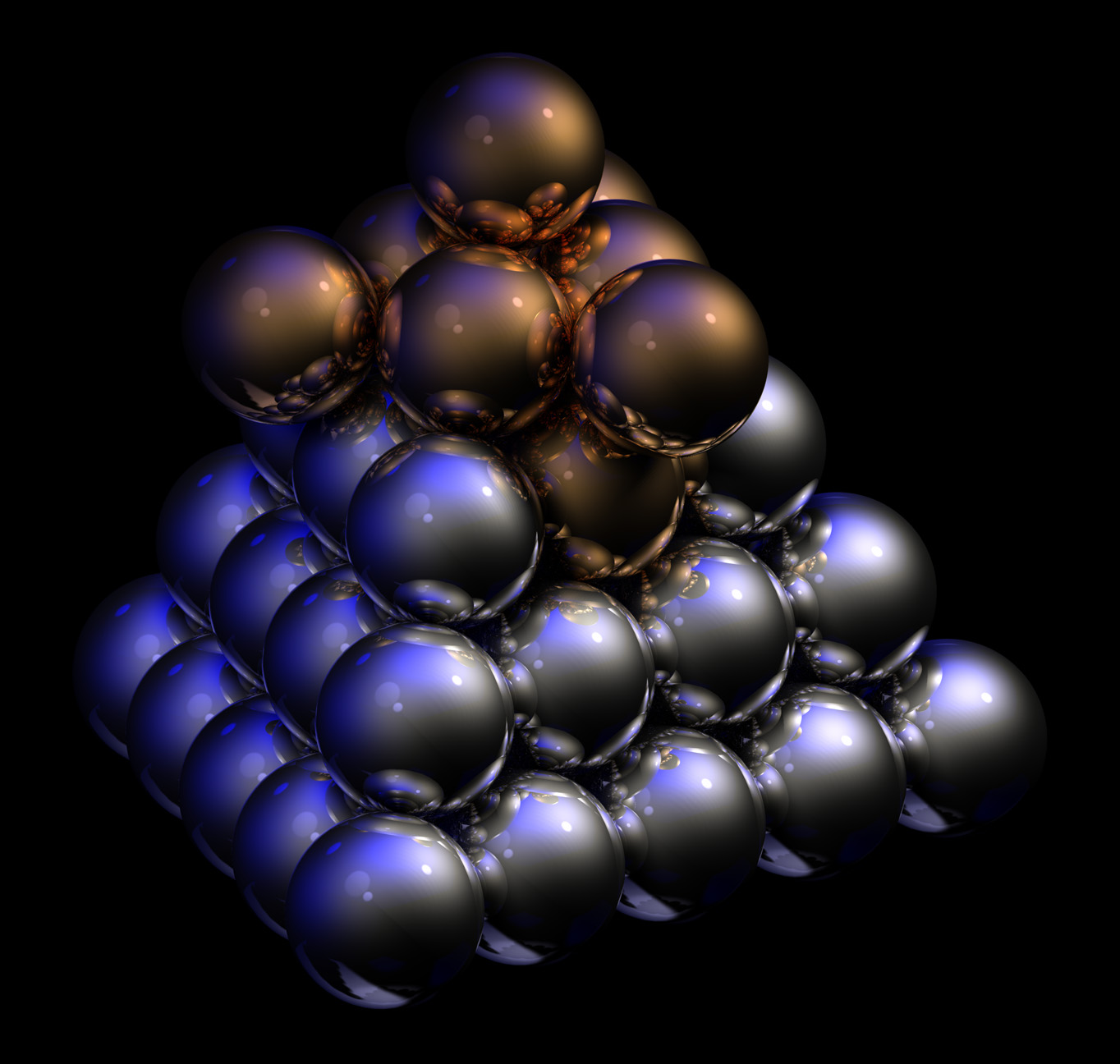
Під час рендерингу, для досягнення бажаного візуального ефекту можна налаштувати кількість відбитті «променів світла» та інші параметри. Рендеринг виконано за допомогою Cobalt[en].
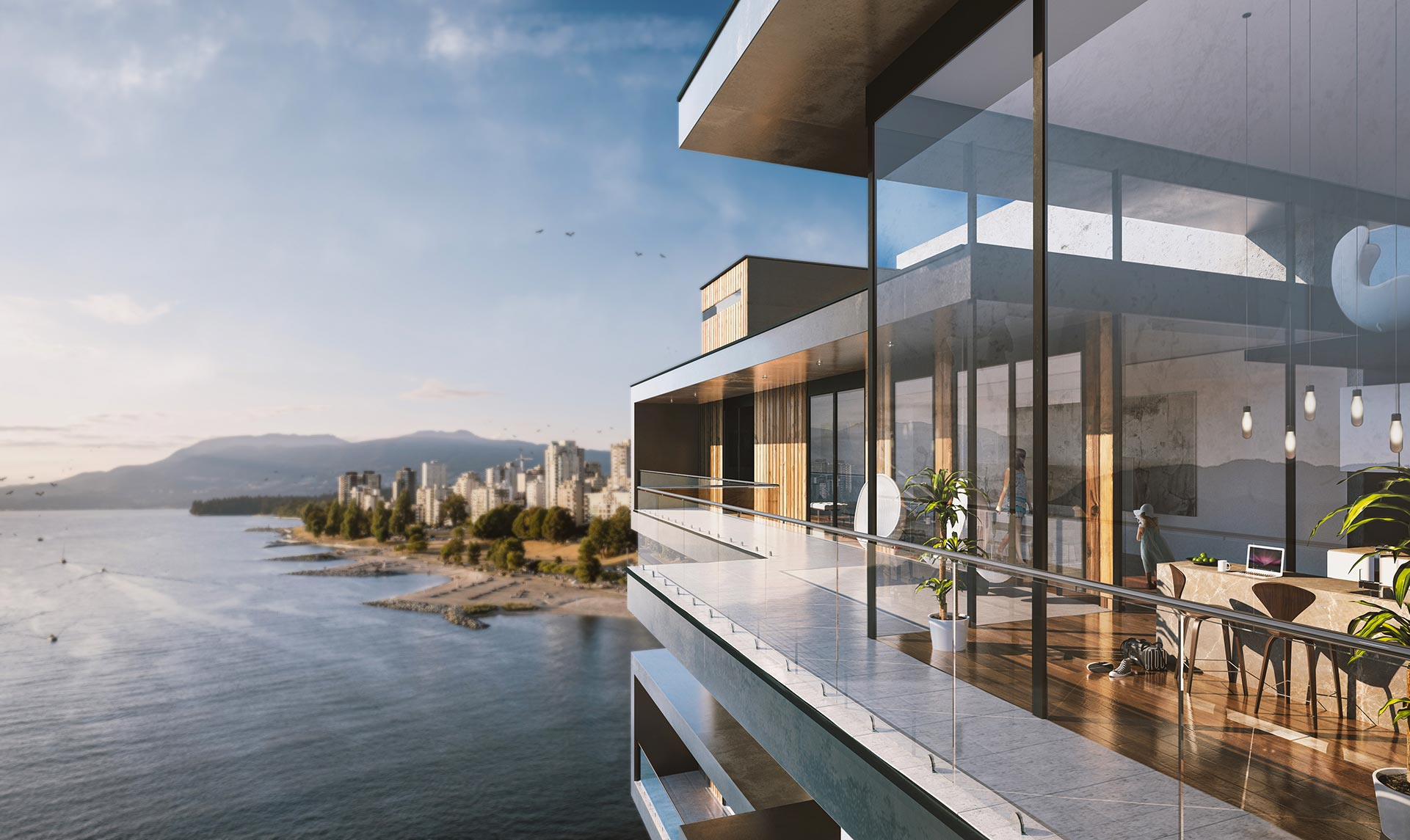
Тривимірна візуалізація пентхаусу

## Програмне забезпечення
Програмні пакети, що дозволяють створювати тривимірну графіку, тобто моделювати об'єкти віртуальної реальності і створювати на основі цих моделей зображення, дуже різноманітні. Останні роки стійкими лідерами в цій галузі є комерційні продукти: такі як 3ds Max, Maya, Lightwave 3D, SoftImage XSI, Sidefx Houdini, Maxon Cinema 4D, Realsoft 3D і порівняно нові Rhinoceros 3D, modo, Nevercenter Silo або ZBrush. Крім того, існують і відкриті продукти, поширювані вільно, наприклад, пакет Blender (дозволяє робити і виробництво моделей, і подальший рендерінг), K-3D і Wings3D (тільки створення моделей з можливістю подальшого використання їх іншими програмами). Деякий час тому Caligari закрила розробки з trueSpace і вона стала безкоштовною.

### Моделювання
Програмне забезпечення для тривимірного моделювання — це програмне забезпечення для тривимірної комп'ютерної графіки, яке використовується для створення тривимірних моделей. Окремі програми цього класу називають моделюючими додатками або моделерами.
Тривимірне моделювання починається з опису 3 моделей відображення: точок малювання, малювання ліній і малювання трикутників та інших полігональних фрагментів.
Програми для тривимірного моделювання дають змогу користувачам створювати та змінювати тривимірну сітку моделі. Користувачі можуть додавати, віднімати, розтягувати та іншим чином змінювати сітку за своїм бажанням. Моделі можна розглядати з різних кутів, як правило, одночасно. Моделі можна обертати, а зображення можна збільшувати та зменшувати.
Розробники тривимірного моделювання можуть експортувати свої моделі у файли, які потім можна імпортувати в інші програми, якщо метадані сумісні. Багато програмістів моделювання дозволяють підключати імпортери та експортери , щоб вони могли читати та записувати дані у рідних форматах інших програм .
Більшість програм тривимірного моделювання містять низку пов'язаних функцій, таких як трасування променів та інші альтернативи візуалізації та засоби відображення текстури . Деякі також містять функції, які підтримують або дозволяють анімацію моделей. Деякі з них можуть створювати повноцінне відео серії відтворених сцен (тобто анімації ).
Тривимірна графіка активно застосовується в системах автоматизації проєктних робіт (САПР) для створення твердотільних елементів: будівель, деталей машин, механізмів, а також в архітектурної візуалізації (сюди відноситься і так звана «віртуальна археологія»). Широко застосовується тривимірна графіка і в сучасних системах медичної візуалізації.

## Зв'язок з фізичним представленням тривимірних об'єктів
Тривимірна графіка зазвичай оперує віртуальним, уявним тривимірним простором, який відображається на плоскій, двовимірній поверхні дисплея або аркуша паперу. В наш час[коли?] відомо кілька способів відображення тривимірної інформації в об'ємному вигляді, хоча більшість з них представляє об'ємні характеристики досить умовно, оскільки працюють з стереообладнанням. З цієї області можна відзначити стереоокуляри, віртуальні шоломи, тривимірні дисплеї, здатні демонструвати тривимірне зображення. Декілька виробників продемонстрували готові до серійного виробництва тривимірні дисплеї. Але щоб насолодитися об'ємною картинкою, глядачеві необхідно розташуватися строго по центру. Крок вправо, крок вліво, так само як і необережний поворот голови, спричиняє втрату тривимірності і спостереження дещо неякісного зображення. Вирішення цієї проблеми вже визріло в наукових лабораторіях. Німецький Інститут Фраунгофера демонстрував тривимірний дисплей, який за допомогою двох камер відслідковує положення очей глядача і відповідним способом підлаштовує зображення, в цьому році пішов ще далі. Тепер відстежується положення не тільки ока, але і пальця, яким можна «натискати» тривимірні кнопки. А команда дослідників Токійського Університету створили систему що дозволяє відчути зображення. Випромінювач фокусується на точці де знаходиться палець людини і залежно від його положення змінює силу акустичного тиску. Таким чином, стає можливим не тільки бачити об'ємну картинку, але й взаємодіяти із зображеними на ній предметами.
Однак тривимірні дисплеї, як і раніше, не дозволяють створювати повноцінної фізичної, відчутної копії математичної моделі, створюваної методами тривимірної графіки.
Що розвиваються з 1990-х років технології швидкого прототипування ліквідують цю прогалину. Слід зауважити, що в технологіях швидкого прототипування використовується представлення математичної моделі об'єкта у вигляді твердого тіла (воксельний модель).

## Тривимірний дисплей
Тривимірний або стереоскопічний дисплей (3D-дисплей, 3D-екран) — дисплей, який за допомогою стереоскопічного або будь-якого іншого ефекту створює у демонстрованих зображеннях ілюзію реального об'єму.
В даний час переважна більшість тривимірних зображень показується за допомогою стереоскопічного ефекту, як найбільш легкого в реалізації, хоча використання самої лише стереоскопії не можна назвати достатнім для об'ємного сприйняття. Людське око як в парі, так і поодинці однаково добре відрізняє об'ємні об'єкти від плоских зображень.

### Стереоскопічні дисплеї
Методи технічної реалізації стереоефекту включають використання в комбінації зі спеціальним дисплеєм поляризованих або затворних окулярів, синхронізованих із дисплеєм, анагліфічних фільтрів у комбінації зі спеціально адаптованим зображенням.
Існує також відносно новий клас стереодисплеїв, що не вимагають використання додаткових пристроїв, але мають масу обмежень. Зокрема, це кінцева і дуже невелика кількість ракурсів, в яких стереозображення зберігає чіткість. Стереодисплеї, виконані на базі технології New Sight x3d, забезпечують вісім ракурсів, Philips WOWvx — дев'ять ракурсів. У жовтні 2008 року компанія Philips представила прототип стереодисплея з роздільною здатністю 3840 × 2160 пікселів і з рекордними 46 ракурсами «безпечного» перегляду. Незабаром після цього, однак, Philips оголосив про припинення розробок і досліджень в області стереодисплеїв.
Ще одна проблема стереодисплеїв — це мала величина зони «комфортного перегляду» (діапазон відстаней від глядача до дисплея, в якому зображення зберігає чіткість). У середньому вона обмежена діапазоном від 3 до 10 метрів.
Стереодисплеї самі по собі не мають прямого стосунку до тривимірної графіки. Плутанина виникає внаслідок використання в західних ЗМІ терміна "3D" стосовно як графіки, так і пристроїв, що використовують стереоефект, і некоректність перекладу при публікації в українських виданнях запозичених матеріалів.
Існує також технологія WOWvx, за допомогою якої можна отримати тривимірний ефект без використання спеціальних окулярів. Використовується технологія лентикулярних лінз, яка дає можливість великій кількості глядачів широку свободу руху без втрати сприйняття тривимірного ефекту. Шар прозорих лінз закріплюється перед рідкокристалічним дисплеєм. Цей шар направляє різні картинки кожному оці. Мозок, обробляючи комбінацію цих картинок створює ефект об'ємного зображення. Прозорість лінзового шару забезпечує повну яскравість, чіткий контраст і якісну передачу кольору картинки.

### Світлодіодні тривимірні дисплеї
Існує технологія відображення тривимірного відео та графіки на великих світлодіодних екранах, яка застосовується зокрема при обладнанні спортивних фан-зон.
28 травня 2011 року в Гетеборзі (Швеція) у клубі Trädgår'n було встановлено великий світлодіодний екран, який транслював футбольний матч у прямому ефірі у тривимірному форматі. У цей час (липень 2011 року) цей екран є найбільшим у світі світлодіодним телевізором. Екран розроблено і виготовлено української компанією ЕКТА на власному заводі у м. Житомир. Відеотрансляцію забезпечувала компанія Viasat-Швеція. Світовий рекорд зафіксовано в Книзі рекордів Гіннеса.

### Інші дисплеї
У цей час (червень 2010 р) існують декілька експериментальних технологій, що дозволяють добитися об'ємного зображення без стереоскопії. Ці технології використовують швидку розгортку променя лазера, яка розсіюється на частинках диму або відбиваються від швидко обертається пластини.
Існують також пристрої, в яких на швидко обертається пластині закріплені світлодіоди.
Такі пристрої нагадують перші спроби створити механічну телевізійну розгортку. Мабуть, в майбутньому варто очікувати появу повністю електронного пристрою, що дозволяє імітувати світловий потік від об'ємного предмета в різних напрямках, щоб людина могла обійти навколо дисплея і навіть дивитися на зображення одним оком без порушення об'ємності зображення.

## Фотореалістична двовимірна графіка

### 2.5D
Після створення відео студії редагують або компонують відео за допомогою таких програм, як Adobe Premiere Pro або Final Cut Pro на середньому рівні, або Autodesk Combustion, Digital Fusion, Shake на високому рівні. Програмне забезпечення для зіставлення рухомих зображень зазвичай використовується для зіставлення відео в прямому ефірі з відео, створеним комп'ютером, підтримуючи їх синхронізацію під час руху камери.
Використання механізмів комп'ютерної графіки в реальному часі для створення кінематографічної продукції називається машинимою

### Тривимірні кінотеатри
Використання для позначення стереоскопічних фільмів термінів «тривимірний» або «3D» пов'язане з тим, що при перегляді таких фільмів у глядача створюється ілюзія об'ємності зображення, ілюзія наявності третього виміру — глибини. Крім того, існує асоціативний зв'язок з розширюється використанням засобів комп'ютерної тривимірної графіки при створенні таких фільмів (ранні стереофільми знімалися як звичайні фільми, але з використанням двухоб'ектівних стереокамери).
Нині перегляд фільмів у тривимірному форматі набув популярності.
Основні використовувані в наш час[коли?] технології показу стереофільмів:
- Dolby 3D
- XpanD
- RealD
- IMAX

## Доповнена реальність і тривимірні технології
Своєрідним розширенням тривимірної графіки є «доповнена реальність». Використовуючи технологію розпізнавання зображень (маркерів), програма доповненої реальності добудовує віртуальний тривимірний об'єкт у реальному фізичному середовищі. Користувач може взаємодіяти з маркером: повертати в різні боки, по-різному висвітлювати, закривати деякі його частини — і спостерігати зміни, що відбуваються з тривимірним об'єктом на екрані монітора комп'ютера.
Поштовхом до широкого розповсюдження технологій послужило створення в 2008 році відкритої бібліотеки FLARToolKit для технології Adobe Flash.